# NGC 6885
NGC 6885 (également connu sous le nom de C37) est un amas ouvert très dispersé visible dans la constellation du Petit Renard. Sa position, indiquée comme coïncidant avec l'amas NGC 6882, a soulevé plusieurs questions et malentendus au fil du temps.

## Découverte
L'amas NGC 6885 a été observé par William Herschel en 1784, qui l'a décrit comme un amas d'étoiles dispersées et peu riches. Cette description, cependant, ne coïncide pas avec celle fournie dans le New General Catalogue, où il est indiqué comme très grand, riche et brillant, avec des étoiles de magnitudes comprises entre 6 et 11. La description d'un amas riche est également rapportée dans le General Catalogue of Nebulae and Clusters de John Herschel, fils de William, qui a probablement dévié de la description de son père pour répondre à ce qu'il a lui-même observé. En fait, William Herschel a observé deux amas distincts dans cette zone, maintenant connus sous le nom de NGC 6882 et NGC 6885. Il situe le premier à l'est-sud-est de l'étoile 18 Vulpeculae, juste au sud de l'étoile 19 Vulpeculae (où en réalité aucun amas n'est visible), tandis que le second a reçu une description similaire, conduisant certains chercheurs à émettre l'hypothèse qu'il s'agit du même objet.
Dans le Webb Society Deep-Sky Observer's Handbook, une note indiquant que NGC 6885 est superposé à l'amas NGC 6882, plus grand. Robert Julius Trumpler, un spécialiste des amas ouverts du début du XXe siècle, a inversé la situation, caractérisant NGC 6882 par la forme d'un petit amas au nord-est de 20 Vulpeculae et NGC 6885 par la forme d'un grand amas autour de cette étoile. Per Collinder, un autre astronome de l'époque, a échangé les dimensions des deux amas dans son catalogue, référencés sous les numéros 416 et 417.
Dans l'édition révisée du Nouveau Catalogue Général, publiée à la fin du XXe siècle, les deux objets sont considérés comme coïncidents.

## Observation
Elle est située dans la partie nord de la constellation, juste au nord de la nébuleuse de l'Haltère, dans la même zone que l'étoile 20 Vulpeculae, une étoile bleue de magnitude 5,91. À travers des jumelles, il apparaît comme un vague amas concentré au nord-ouest de cette étoile, mais aucun autre détail n'est visible. Avec un télescope de 200 mm et un faible grossissement, plusieurs dizaines d'étoiles jusqu'à la magnitude 13 peuvent être observées, très dispersées, dans une zone du ciel déjà assez riche en champs d'étoiles.
Cet amas peut être observé depuis les deux hémisphères terrestres, bien que sa déclinaison très septentrionale favorise favorablement les observateurs de l'hémisphère nord. Des régions boréales, il est extrêmement haut dans le ciel les nuits d'été, tandis que de l'hémisphère sud, il est toujours assez bas, à l'exception des zones proches de l'équateur. Cependant, il est visible de toutes les zones habitées de la Terre. La meilleure période pour son observation dans le ciel du soir se situe entre juin et novembre.

## Caractéristiques
NGC 6885 apparaît comme un amas assez dispersés, constituant une légère densification notamment au nord-ouest de l'étoile 20 Vulpeculae, qui étant au premier plan, n'appartient pas physiquement à l'amas. Sa distance est généralement indiquée autour de 600 parsecs (1950 années-lumière), tombant donc sur le bord intérieur du bras d'Orion, à une courte distance du Grand Rift. Certaines études indiquent que l'objet serait à une plus grande distance, proposant à nouveau la distinction entre NGC 6882 et NGC 6885, indiquant pour ce dernier qu'il pourrait s'agir d'une section d'une association OB.
Compte tenu de l'âge d'environ 1,4 milliard d'années, les étoiles visibles dans cet amas sont considérablement anciennes. Dans sa direction, deux variables δ Scuti ont été identifiées, indiquées comme V381 Vulpeculae et V382 Vulpeculae. Par la suite, il a été découvert que V381 Vulpeculae est en fait une variable de cette classe, bien qu'avec une période plus longue que la moyenne, faisant partie d'un groupe stellaire situé à 450 parsecs, tandis que V382 Vulpeculae serait en fait une variable β Cephei situé à 1200 parsec avec d'autres étoiles qui ne font évidemment pas partie de NGC 6885, étant deux fois plus éloignées.

## Étoiles
Simbad montre un bouton nommé Children. En cliquant sur ce bouton, on atteint une section de cette base de données qui renferme un tableau contenant 53 entrées, cependant des étoiles apparaissent à deux ou même plusieurs plusieurs repises sur le tableau.  Une colonne de ce tableau indique la probabilité que l'étoile appartienne à l'amas. Le titre de la colonne permet de classer la probabilité par ordre croissant ou décroissant. En cliquant sur la désignation de l'étoile, on atteint la page de Simbad qui résume ses propriétés.